# Ludovic Rodo Pissarro

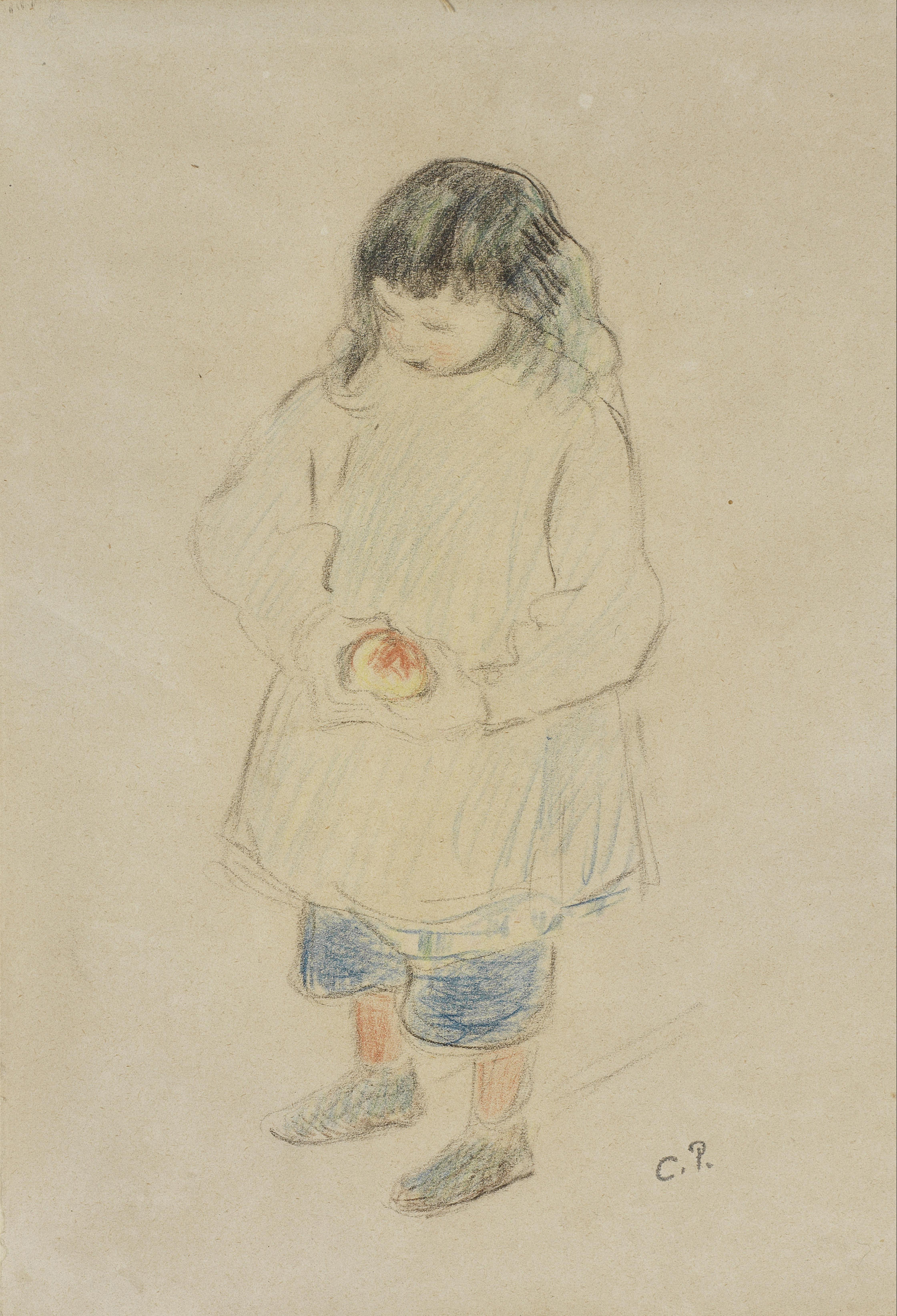
Niño con una manzana, un dibujo de Ludovic para su padre.

Ludovic Rodo Pissarro (París, Francia 1878-1952), nacido Ludovic-Rodolphe Pissarro, apodado Rodo y firmando como Ldovic-Rodo o con el monograma LR, fue un pintor y grabador francés.

## Biografía
Hijo del pintor Camille Pissarro y su esposa Julie Vellay, fue el quinto de siete hermanos: Lucien (1863-1944), Jeanne llamada "Minette" (1865-1874), Georges (1871-1961), Félix (1874-1897), Jeanne llamada "Cocotte" (1881-1948) y Paul-Émile (1884-1972).
A temprana edad fue animado por su padre a dibujar directamente la naturaleza. En 1894, a la edad de dieciséis años, Rodo publicó su primer grabado en madera en la revista Le Pere Peinard.
En 1914 se trasladó a Londres, a causa del inicio de la Primera Guerra Mundial. Allí trabajó como artista junto con su hermano mayor Lucien. Además de pintar, dedicó veinte años a clasificar y preservar los archivos paternos (la correspondencia de su padre con Theo van Gogh, acabará en el Museo Van Gogh de Ámsterdam), así como un catálogo razonado de su obra que publicó en 1939.